# Rio del Fontego dei Tedeschi
Le rio del Fontego dei Tedeschi (Fondaco dei Tedeschi en italien; canal de l'entrepôt des allemands) est un canal de Venise formant la limite entre le sestiere de Cannaregio et de San Marco. Le nom ancien de ce rio est rio de l'Olio ou de l'Ogio (canal de l'huile (alimentaire)).

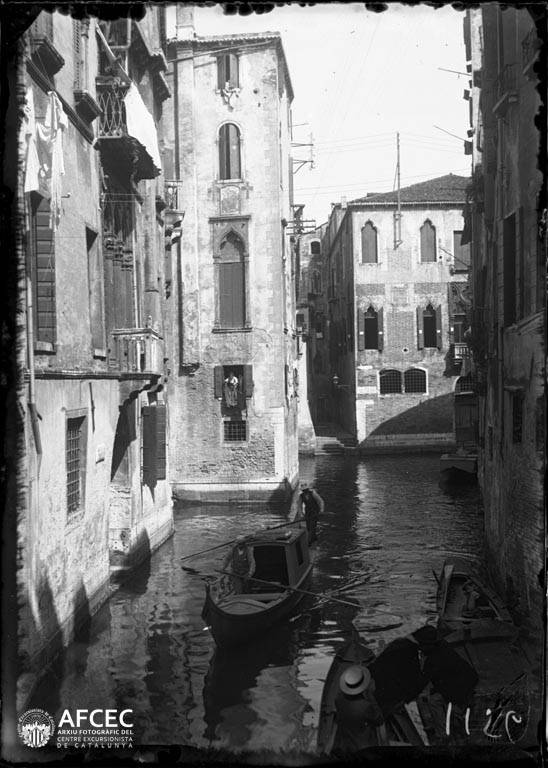
Au fond le rio della Fava et à gauche le palais Amadi (photo début XXe s.)

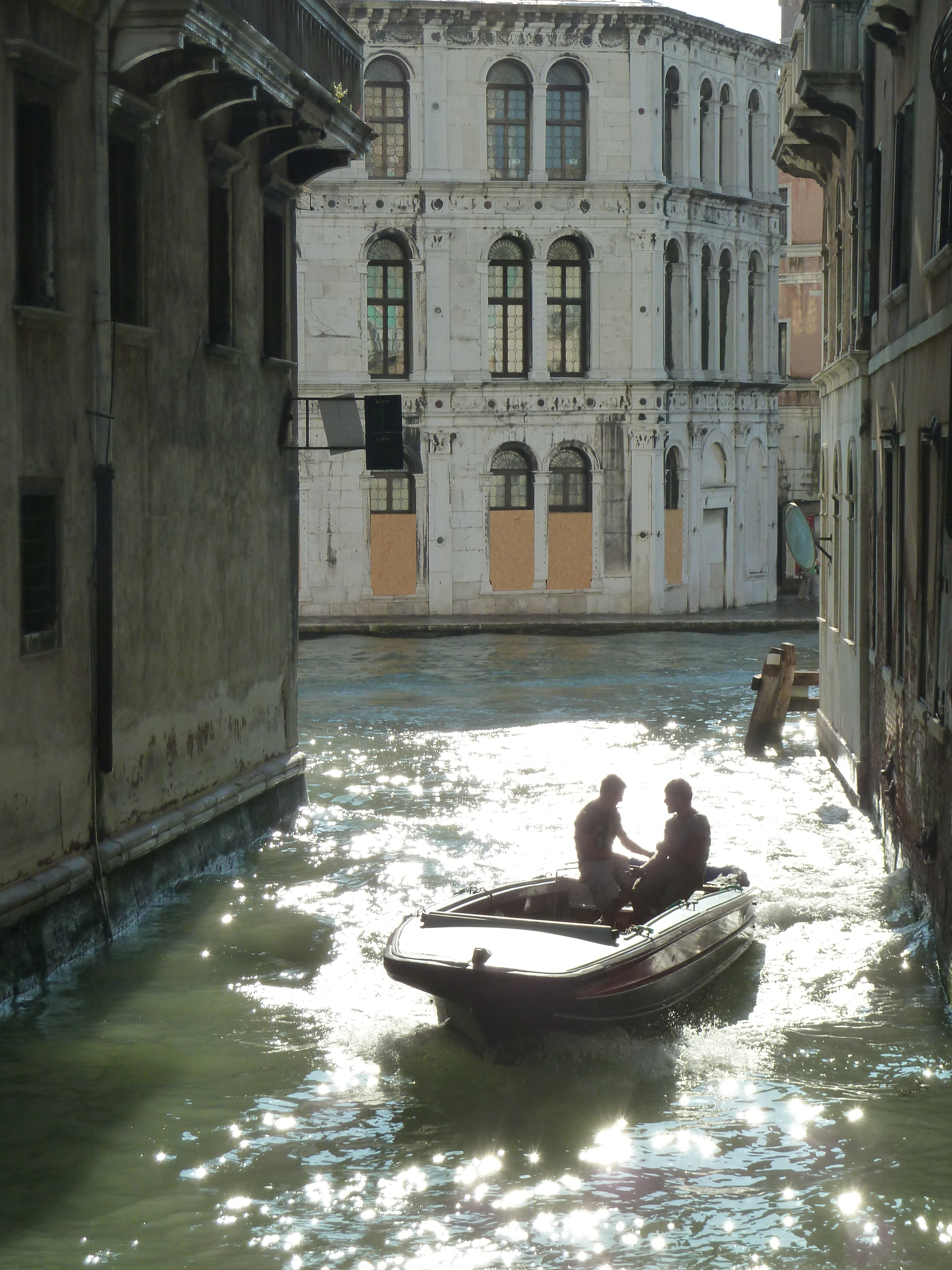
Le rio débouchant dans le Grand Canal en face des Camerlenghi

## Description
Le rio del Fontego dei Tedeschi a une longueur de 110 mètres. Il part du rio della Fava en sens ouest-nord-ouest vers son embouchure dans le Grand Canal en face du palais des Camerlenghi(it) à quelques mètres au nord du Pont du Rialto.

## Origine
Le nom provient du Fontego dei Tedeschi.

## Curiosités
- Ce rio longe le Fontego dei Tedeschi et le palais Amadi.

## Pont

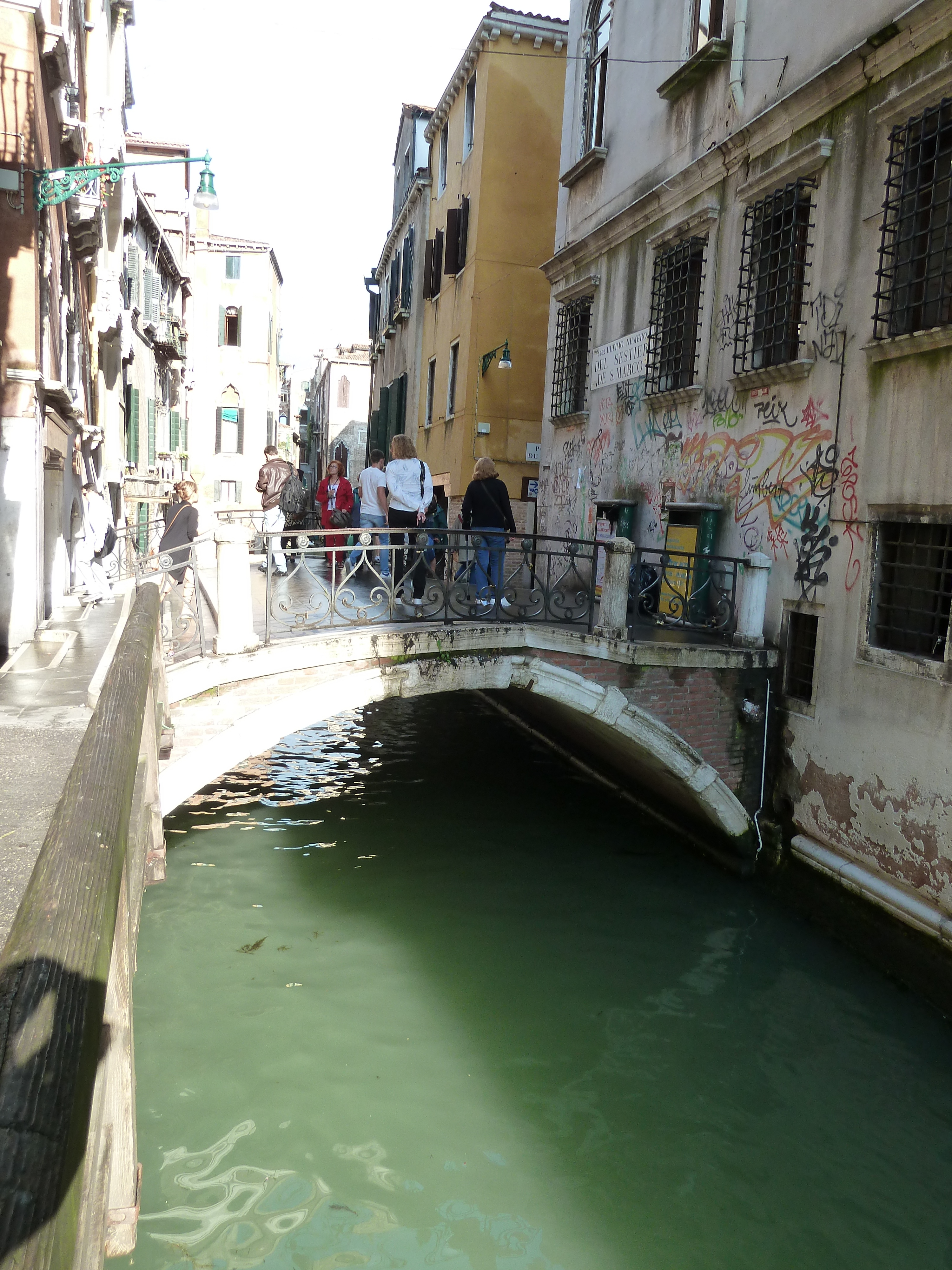
ponte de l'Ogio[1] ou de l'Olio reliant le Rialto au Ferrovia et vice versa, traverse ce rio entre Salizada del Fontego dei Tedeschi et Salizada San Grisostomo

Ne doit pas être confondu avec Ponte dell'Olio.